# Winchmore Hill
Winchmore Hill – dzielnica Londynu, w Wielkim Londynie, leżąca w gminie Enfield. Leży 13,4 km od centrum Londynu. W 2011 roku dzielnica liczyła 13 403 mieszkańców.